# The Objective
The Objective es un periódico digital español fundado en 2013 y de acceso exento de abono. Es marca editorial de The Objective Media. 

## Nombre
El nombre hace referencia a un objetivo fotográfico, y proviene de los orígenes fotoperiodísticos del diario.

## Historia
El medio es publicado desde fines de 2013, cuando surge como fotoperiódico, creado y fundado por el creativo Joel Dalmau Burn y el empresario Miguel Castellví Reus, como proyecto de su lanzadera de proyectos creativos, La Comunión. En sus inicios, el medio divulgaba 36 fotos noticiosas y un apartado de opinión llamado elSubjetivo. El medio contó con el periodista Toño Angulo Daneri para ser su primer director, siendo este sustituido tras pocos meses por el también periodista y autor Itxu Díaz. En 2014, de la mano de la periodista Pilar García de la Granja, se inaugura una nueva sección llamada The Luxonomist. Un año más tarde, en marzo de 2015 The Luxonomist se independizó de The Objective para incorporarse a Divinity.  En marzo de 2014, Paula Quinteros entró en el accionariado de The Objective Media SL como accionista principal y en mayo de 2016 adquirió el 100% de las acciones. En 2018, Quinteros ocupa el cargo de consejera delegada. A partir de septiembre de 2021 su director pasó a ser Álvaro Nieto. En octubre de 2021 anunció que en su redacción habría 34 periodistas. En agosto de 2021 anunció un podcast, que se tituló Al tanto. En noviembre de 2021, The Objective anunció que se centraría en política y economía.  En julio de 2022 la empresa editorial se afilió a CLABE, una asociación española de medios de comunicación.
En junio de 2022, el Reuters Institute for the Study of Journalism reportó que The Objective contaba con 50 periodistas. En julio, la Federación de Asociaciones de Radio y Televisión de España afirmó que The Objective era un periódico «de tamaño medio», y que su principal audiencia eran personas de entre 35 y 55 años, citando cifras de GfK. En agosto de ese año, según Quinteros, publicaba opinión de Alberto Olmos, Félix de Azúa, y Fernando Savater, entre otros.
A fines de agosto de 2022, El Confidencial Digital, referenciando cifras de GfK, anunció que The Objective había caído al segundo lugar en audiencia entre lo que el primero llamó los «nuevos medios nacidos en 2021».
En marzo de 2024 se unía al digital Juan Luis Cebrián, fundador de El País.

## Difusión
En agosto de 2022 el periódico alegaba estar entre los quince medios generales más difundidos de España y haber tenido 4,95 millones de usuarios únicos en julio de 2022. En diciembre de 2022, su difusión, empero, habría sido de solamente unos cuatro millones y medio, según sus competidores, citando cifras de GfK. A pesar de los datos de audiencia, The Objective no ha logrado obtener una rentabilidad positiva. Obtuvo pérdidas antes de impuestos de 930 314 euros en 2020 y 874 780 euros en 2021, aunque en 2022 logró rebajar los números rojos a 262 000 euros.

## Controversias

### Querella de José Luis Ábalos
En 2021 The Objective publicó una serie de exclusivas de Ketty Garat sobre la caída política de José Luis Ábalos, quien hasta ese año fue ministro de Transportes, Movilidad y Agenda Urbana. La citada exclusiva desembocó en que José Luis Ábalos iniciase una querella «por injurias y calumnias» ante el Juzgado de 1.ª Instancia número 52 de Madrid. En septiembre de 2024 este juzgado dictó un auto de sobreseimiento indicando que el periódico había publicado «información contrastada» y usado «fuentes solventes».

### Condena en costas a Begoña Gómez
La Audiencia Provincial de Madrid, en sentencia de 10 de febrero de 2025, absolvió a Álvaro Nieto de una querella interpuesta por Begoña Gómez Fernández, la esposa del presidente del gobierno español Pedro Sánchez, y condenó a esta en costas. Begoña Gómez había reclamado que el medio publicara una réplica suya a una noticia en la que se afirmaba que una persona llamada María Begoña Gómez Fernández, igual que la esposa del presidente, había recibido una subvención del gobierno. La querella incurría en dos errores: el primero, que The Objective no afirmaba en dicha noticia que la persona que había recibido la subvención fuera la esposa del presidente del gobierno, sino que tenía su mismo nombre y cabía la posibilidad de que fuera ella; y el segundo, que el medio ya había atendido el derecho a réplica de Begoña Gómez publicando su desmentido el día siguiente de publicar la noticia.
El juzgado de primera instancia número 56 de Madrid que juzgó la querella en primer lugar, había condenado en sentencia de 31 de julio de 2024 a Álvaro Nieto a volver a publicar la réplica en portada.

## Crítica
Álvaro Polavieja, del periódico El Diario Montañés de Santander, llamó a The Objective en 2018 «uno de los medios de referencia en el ámbito digital».
Vicente Ferrer Molina, subdirector de El Español, refiriéndose a la controversia del 2021 entre el exministro Ábalos y The Objective, opinó que se trataba del «suicidio del periodismo». Sobre el mismo asunto, Antonio Maestre en La Sexta opinó que The Objective era un «digital panfletario» con «indecencia profesional». Sin embargo, en el año 2025 se demostró que, efectivamente, José Luis Ábalos estaba inmerso en casos de corrupción y prostitución.

## Libros
En 2021 Gregorio Luri recopiló sus escritos para The Objective en un libro titulado La mermelada sentimental, cinco años de artículos en The Objective.